# Бургинбаш
Бургинба́ш (рос. Бургынбаш, башк. Борғонбаш) — присілок у складі Татишлинського району Башкортостану, Росія. Входить до складу Курдимської сільської ради.
Населення — 137 осіб (2010; 147 у 2002).
Національний склад:
- башкири — 98 %